# Staffan Eklund
Lars Olof Staffan Eklund, född 28 maj 1961 i Burträsk, är en svensk idrottsledare som varit förbundskapten i skidskytte. Han belönades med Tidningarnas Telegrambyrås idrottsledarpris 2009 och utsågs till Årets idrottsledare på Idrottsgalan 2010
Eklund slutade som förbundskapten efter säsongen 2012/2013 trots att han tidigare meddelat att han skulle sluta först efter Olympiska vinterspelen 2014 i Sotji.